# E-handelsplattform
En e-handelsplattform, även kallat webbutikssystem eller e-butikssystem, är en tjänsteplattform som tillhandahåller möjligheten att bedriva handel på internet. Plattformen består av vanligen av en produktkatalog, en kassa för utcheckning samt en administrationspanel.